# Vladimir Fedorovich Minorsky
Vladimir Fedorovich Minorsky (6 de fevereiro de 1877 - 25 de março de 1966) foi um orientalista russo, mais conhecido por suas contribuições para a história, geografia, literatura e cultura persa.

## Vida e carreira
Nascido no distrito de Konakovsky, era medalhista (ouro) em gramática na escola. No ano de 1896, entrou para a Universidade de Moscou e cursou direito, graduando-se em 1900, depois entrou no Instituto Lazarev (linguas orientais), onde lançaria sua carreira diplomática ao término dos três anos de estudo. Sua primeira viagem ao Irã foi em 1902, onde coletou suas primeiras informações com o povo Ahl-e Haqq, religião de origem muçulmana.